# Liste der Ortschaften im Bezirk Völkermarkt
Die Liste der Ortschaften im Bezirk Völkermarkt enthält die Gemeinden und ihre zugehörigen Ortschaften im Kärntner Bezirk Völkermarkt.
- Stadtgemeinde Bleiburg
  - Aich (Dob) (138)
  - Bleiburg (Pliberk) (1340)
  - Dobrowa (Dobrova) (19)
  - Draurain (Brege) (8)
  - Ebersdorf (Drveša vas) (582)
  - Einersdorf (Nonča vas) (279)
  - Grablach (Grablje) (30)
  - Kömmel (Komelj) (60)
  - Kömmelgupf (Komeljski vrh) (16)
  - Loibach (Libuče) (391)
  - Lokowitzen (Lokovica) (5)
  - Moos (Blato) (154)
  - Replach (Replje) (62)
  - Rinkenberg (Vogrče) (269)
  - Rinkolach (Rinkole) (93)
  - Ruttach (Rute) (33)
  - St. Georgen (Šentjur) (28)
  - St. Margarethen (Šmarjeta) (65)
  - Schattenberg (Senčni Kraj) (18)
  - Schilterndorf (Čirkovče) samt Heiligengrab (137)
  - Weißenstein (Belšak) (25)
  - Wiederndorf (Vidra vas) (168)
  - Woroujach (Borovje) (63)

- Gemeinde Diex
  - Bösenort (Hudi kraj) (55)
  - Diex (Djekše) (395)
  - Grafenbach (Kneža) (103)
  - Großenegg (Tolsti Vrh) (40)
  - Haimburgerberg (Vovbrske Gore) (132)
  - Michaelerberg (Šmihelska Gora) (1)
  - Obergreutschach (Zgornje Krčanje) (62)

- Marktgemeinde Eberndorf
  - Buchbrunn (Bukovje) (79)
  - Buchhalm (Podhom) (120)
  - Eberndorf (Dobrla vas) (1211)
  - Edling (Kazaze) (168)
  - Gablern (Lovanke) (257)
  - Gösselsdorf (Goselna vas) (633)
  - Graben (Graben) (0)
  - Hart (Dobrova) (176)
  - Hof (Dvor) (56)
  - Homitzberg (Homec) (24)
  - Humtschach (Humče) samt Pistotnig (124)
  - Köcking (Kokje) (215)
  - Kohldorf (Voglje) (74)
  - Kühnsdorf (Sinča vas) (1572)
  - Loibegg (Belovče) (106)
  - Mittlern (Metlova) samt Altmittlern und Neumittlern (553)
  - Mökriach (Mokrije) (86)
  - Oberburg (Zgornji Podgrad) (79)
  - Pribelsdorf (Priblja vas) (218)
  - Pudab (Pudab) (19)
  - St. Marxen (Šmakež) (111)
  - Seebach (Jezernica) (69)
  - Unterbergen (Podgora) (20)
  - Wasserhofen (Žirovnica) (19)

- Marktgemeinde Eisenkappel-Vellach
  - Bad Eisenkappel (Železna Kapla) (881)
  - Blasnitzen (Spodnja Plaznica) (62)
  - Ebriach (Obirsko) (295)
  - Koprein Petzen (Pod Peco) (12)
  - Koprein Sonnseite (Koprivna) (33)
  - Leppen (Lepena) (171)
  - Lobnig (Lobnik) (103)
  - Rechberg (Rebrca) (129)
  - Remschenig (Remšenik) (63)
  - Trögern (Korte) (17)
  - Unterort (Podkraj) (44)
  - Vellach (Bela) (272)
  - Weißenbach (Bela) (6)
  - Zauchen (Suha) (130)

- Marktgemeinde Feistritz ob Bleiburg
  - Dolintschitschach (Dolinčiče) (52)
  - Feistritz ob Bleiburg (Bistrica nad Pliberkom) (296)
  - Gonowetz (Konovece) (335)
  - Hinterlibitsch (Suha) (47)
  - Hof (Dvor) (218)
  - Lettenstätten (Letina) (139)
  - Penk (Ponikva) (196)
  - Pirkdorf (Breška vas) (82)
  - Rischberg (Rišperk) (0)
  - Ruttach-Schmelz (Rute) (14)
  - St. Michael ob Bleiburg (Šmihel pri Pliberku) (587)
  - Tscherberg (Črgoviče) (97)
  - Unterlibitsch (Podlibič) (54)
  - Unterort (Podkraj) (109)
  - Winkel (Kot) (15)

- Gemeinde Gallizien
  - Abriach (Obrije) (74)
  - Abtei (Apače) (129)
  - Dolintschach (Dolinče) (19)
  - Drabunaschach (Drabunaže) (39)
  - Enzelsdorf (Encelna vas) (114)
  - Feld (Polje) (32)
  - Freibach (Borovnica) (40)
  - Gallizien (Galicija) (291)
  - Glantschach (Klanče) samt Oberglantschach und Unterglantschach (159)
  - Goritschach (Goriče) (117)
  - Krejanzach (Krejance) (77)
  - Linsendorf (Lečne) (14)
  - Möchling (Mohliče) (77)
  - Moos (Blato) (101)
  - Pirk (Brezje) (33)
  - Pölzling (Pecelj) (35)
  - Robesch (Robeže) (30)
  - Unterkrain (Podkrinj) (59)
  - Vellach (Bela) samt Schaffersiedlung (158)
  - Wildenstein (Podkanja vas) samt Planteu (193)

- Gemeinde Globasnitz
  - Globasnitz (Globasnica) samt Podrain (Podroje) (265)
  - Jaunstein (Podjuna) (147)
  - Kleindorf (Mala vas) (222)
  - Podrain (Podroje) (95)
  - Slovenjach (Slovenje) (12)
  - St. Stefan (Šteben) (247)
  - Traundorf (Strpna vas) (332)
  - Tschepitschach (Čepiče) (71)
  - Unterbergen (Podgora) (33)
  - Wackendorf (Večna vas) (152)

- Marktgemeinde Griffen
  - Altenmarkt (Stara vas) (229)
  - Enzelsdorf (Encelna vas) (186)
  - Erlach (Olše) (108)
  - Gariusch (Gorjuše) (38)
  - Gletschach (Kleče) (52)
  - Griffen (Grebinj) (778)
  - Griffnergemeinde (Grebinjska Gmajna) (131)
  - Großenegg (Tolsti Vrh) (49)
  - Grutschen (Gruča) (35)
  - Haberberg (Gabrje) samt Wriesnig (74)
  - Kaunz (Homec) (107)
  - Kleindörfl (Mala vas) (33)
  - Klosterberg (Kloštrske Gore) (3)
  - Langegg (Dolga Brda) (46)
  - Lichtenwald (12)
  - Limberg (Limberk) (17)
  - Lind (Lipa, Šmatija) samt Steinmetz (95)
  - Obere Gemeinde (Zgornja Gmajna) (0)
  - Poppendorf (Popendorf) (146)
  - Pustritz (Pustrica) (212)
  - Rakounig (Rakovnik) (203)
  - Rausch (Ravež) (71)
  - Salzenberg (Žavška Gora, Na Žalcu) (9)
  - Schloßberg (Grad) (154)
  - St. Kollmann (Šentkolman) (93)
  - St. Leonhard an der Saualpe (Šentlenart) (15)
  - Stift Griffen (Grebinjski Klošter) (5)
  - Tschrietes (Čretež) (22)
  - Untergrafenbach (Spodnja Kneža) (10)
  - Untergreutschach (Spodnje Krčanje) (108)
  - Unterrain (Breg) (55)
  - Wallersberg (Vašinje) (192)
  - Wallersdorf (30)
  - Wölfnitz (Golovica) (34)
  - Wriesen (Brezje) (39)

- Gemeinde Neuhaus
  - Bach (Potoče) (63)
  - Berg ob Leifling (Libeliška gora) (27)
  - Draugegend (Pri Dravi) (0)
  - Graditschach (Gradiče) (22)
  - Hart (Dobrava) (68)
  - Heiligenstadt (Sveto Mesto) (27)
  - Illmitzen (Ivnik) (32)
  - Kogelnigberg (Kogelska Gora) (14)
  - Leifling (Libeliče) (19)
  - Motschula (Močula) (76)
  - Neuhaus  (Suha) (110)
  - Oberdorf (Gornja vas) (57)
  - Pudlach (Podlog) samt Oberpudlach und Unterpudlach (273)
  - Schwabegg (Žvabek) (177)
  - Unterdorf (Dolnja vas) (26)
  - Wesnitzen (Beznica) (29)

- Gemeinde Ruden
  - Dobrowa (Dobrava) (43)
  - Eis (Led) (218)
  - Grutschen (Gruča) (12)
  - Kanaren (Kanarn) (27)
  - Kleindiex (Male Djekše) (103)
  - Kraßnitz (Krasnica) (31)
  - Lippitzbach (Lipica) (31)
  - Obermitterdorf (Dolinja vas) (219)
  - Ruden (Ruda) (234)
  - St. Jakob (Šentjakob) (9)
  - St. Martin (Šmartin) samt St. Martin-Bundesstraße (159)
  - St. Nikolai (Šmiklavž) (62)
  - St. Radegrund (Šentradegunda) (90)
  - Untermitterdorf (Srednja vas) (94)
  - Unternberg (Podgora) samt St. Michael (111)
  - Unterrain (Breg) (9)
  - Weißeneggerberg (Višnjaška Gora) (0)
  - Wunderstätten (Drumlje) (47)

- Gemeinde St. Kanzian am Klopeiner See
  - Brenndorf (Goreča vas) (60)
  - Duell (Dole) (20)
  - Grabelsdorf (Grabalja vas) (165)
  - Hart (Dobrava) (8)
  - Horzach I (Horce pri Škocjanu) (44)
  - Horzach II (Horce pri Šentvidu) (45)
  - Kleindorf I (Mala vas pri Škocjanu) (31)
  - Kleindorf II (Mala vas pri Kamnu) (39)
  - Klopein (Klopinj) (304)
  - Lanzendorf(Lancova) (23)
  - Lauchenholz (Gluhi les) (86)
  - Littermoos (Zablate) (49)
  - Mökriach (Mokrije) (32)
  - Nageltschach (Nagelče) (120)
  - Oberburg (Zgornji Podgrad) (10)
  - Obersammelsdorf (Žamanje) (84)
  - Oberseidendorf (Zgornja Ždinja vas) (19)
  - Peratschitzen (Peračija) (100)
  - Piskertschach (Piskrče) (51)
  - Saager (Zagorje) (7)
  - Sankt Kanzian am Klopeiner See (Škocijan v Podjuni) (389)
  - St. Lorenzen(Šentlovrenc) (48)
  - St. Marxen (Šmarkež) (70)
  - St. Primus (Šentprimož) (229)
  - St. Veit im Jauntal (Šentvid v Podjuni) (128)
  - Schreckendorf (Straša vas) (106)
  - Seelach (Selo) (341)
  - Seidendorf (Ždinja vas) (53)
  - Sertschach (Srče) (139)
  - Srejach (Sreje) (213)
  - Stein im Jauntal (Kamen v Podjuni) (213)
  - Steinerberg (Kamenska Gora) (51), bis zur Eingemeindung Steinerberg und Rotschitschach (Rožica)
  - Unterburg (Spodnji Podgrad) (508)
  - Unternarrach (Spodnje Vinare) (73)
  - Untersammelsdorf (Samožna vas) (38)
  - Vesielach (Vesele) (78)
  - Wasserhofen (Žirovnica) (544)
  - Weitendorf (Betinja vas) (118)

- Gemeinde Sittersdorf
  - Altendorf (Stara vas) (77)
  - Blasnitzenberg (Plaznica) (18)
  - Dullach (Dule) (15)
  - Goritschach (Goriče) (141)
  - Hart (Dobrava) (19)
  - Homelitschach (Homeliše) (4)
  - Jerischach (70)
  - Kleinzapfen (Malčape) (74)
  - Kristendorf (Kršna vas) (46)
  - Miklauzhof (Miklavčevo) (80)
  - Müllnern (Mlinče) samt Vellach (110)
  - Obernarrach (Zgornje Vinare) (92)
  - Pfannsdorf (Banja vas) (79)
  - Pogerschitzen (Pogrče) (25)
  - Polena (Polane) (36)
  - Proboj (Proboj) (122)
  - Rain (Breg) samt Hanschitz (39)
  - Rückersdorf (Rikarja vas) (159)
  - Sagerberg (Zagorje) (33)
  - Sielach (Sele) (188)
  - Sittersdorf (Žitara vas) (174)
  - Sonnegg (Ženek) (29)
  - Tichoja (Tihoja) (37)
  - Weinberg (Vinogradi) (257)
  - Wigasnitz (Vijasce) (4)
  - Winkel (Kot) (15)
  - Wrießnitz (Breznica) (4)

- Stadtgemeinde Völkermarkt
  - Admont (Volmat) (52)
  - Aich (Dobje) (88)
  - Arlsdorf (Orlača vas) (61)
  - Attendorf (Vata vas) (41)
  - Bach (Potok) (62)
  - Berg ob Attendorf (Rute nad Vato vasjo) (53)
  - Berg ob St. Martin (Rute nad Šmartinom) (6)
  - Bergstein (Zakamen) (46)
  - Bischofberg (Zgornja Škofljica) (1)
  - Bösenort (Hudi Kraj) (16)
  - Dobrowa (Dobrava) (74)
  - Drauhofen (Dravski Dvor) (46)
  - Dullach I (Dole pri Šentpetru) (73)
  - Dullach II (Dole pri Tinjah) (69)
  - Dürrenmoos (Suho Blato) (338)
  - Frankenberg (Brankovec) (25)
  - Führholz (Borovec) (10)
  - Gänsdorf (Gosinje) (56)
  - Gattersdorf (Štriholče) (203)
  - Gletschach (Kleče) (20)
  - Greuth (Rute) (214)
  - Gurtschitschach (Gurčiče) (44)
  - Hafendorf (Čarče) (54)
  - Haimburg (Vovbre) (333)
  - Höhenbergen (Homberk) (60)
  - Hungerrain (Lačni Breg) (37)
  - Kaltenbrunn (Mrzla Voda) (90)
  - Klein St. Veit (Mali Šentvid) (251)
  - Korb (Korpiče) (95)
  - Kremschitz (Hrunčiče) (107)
  - Krenobitsch(Hrenovče) (62)
  - Kulm (Hom) (25)
  - Ladratschen (Tračje) (28)
  - Lassein (Lesine) (70)
  - Lasseinerbucht (36)
  - Lippendorf
  - Mauern (Za Mirom) (30)
  - Mittertrixen (Srednje Trušnje) (156)
  - Neudenstein (Črni Grad) (71)
  - Niederdorf (Dolinja vas) (4)
  - Niedertrixen (Spodnje Trušnje) (10)
  - Obersielach (Gornje Sele) (134)
  - Obertrixen (Zgornje Trušnje) (19)
  - Oschenitzen (Olšenca) (131)
  - Penk (Klopče) (16)
  - Pörtschach (Poroče) (64)
  - Rakollach (Rakole) (19)
  - Rammersdorf (Ramovča vas) (69)
  - Ratschitschach (Račiče) (77)
  - Reifnitz (Ribnica) (92)
  - Reisdorf (Rička vas) (79)
  - Ruhstatt (Ruštat) (52)
  - Ruppgegend (Pri Rupu) (12)
  - Salchendorf (Žalha vas) (98)
  - St. Agnes (Sveta Neža, Šentaneža) (60)
  - St. Georgen am Weinberg (Šentjurij na Vinogradih) (86)
  - St. Jakob (Šentjakob) (154)
  - St. Lorenzen (Šentlovrenc) (58)
  - St. Margarethen ob Töllerberg (Šmarjeta pri Telenberk) (138)
  - St. Martin (Šmartin) (37)
  - St. Michael ob der Gurk (Slovenji Šmihel) (136)
  - St. Peter am Wallersberg (Šentpeter na Vašinjah) (344)
  - St. Stefan (Šentštefan) (32)
  - Skoflitzen (Škofljica) (6)
  - Steinkogel (Pod Pečmi) (36)
  - Tainach (Tinje) (570)
  - Tainacherfeld (Tinjsko Polje) (23)
  - Terpetzen (Trpece) (15)
  - Töllerberg (Telenberk) (17)
  - Unarach (Vinare) (15)
  - Unterbergen (Podgorje) (54)
  - Unterlinden (Podlipa) (31)
  - Völkermarkt (Velikovec) (4744)
  - Waisenberg (Važenberk) (101)
  - Wandelitzen (Vodovnica) (22)
  - Watzelsdorf (Vacelna vas) (78)
  - Weinberg (Vinogradi) (37)
  - Wernzach (Brnce) (30)
  - Winklern (Vogliče) (28)
  - Wurzen (Gorce) (9)